# 9 Crimes
9 Crimes is een nummer van de Ierse zanger Damien Rice uit 2006. Het is de eerste single van zijn tweede studioalbum 9.
Een piano en violen zijn de enige instrumenten die op "9 Crimes" te horen zijn. Het nummer is een gevoelige ballad waarop ook zangeres Lisa Hannigan te horen is, maar zij staat niet vermeld op de credits. De ballad bereikte de 14e positie in Ierland, het thuisland van Damien Rice. In Nederland moest het nummer het met een 5e positie in de Tipparade doen, maar in de Vlaamse Ultratop 50 had het wel succes met een 7e positie.

## NPO Radio 2 Top 2000
| Nummer met noteringen in de NPO Radio 2 Top 2000 | '12  | '13 | '14 | '15 | '16 | '17 | '18 | '19 | '20 | '21 | '22 | '23 | '24  |
| ------------------------------------------------ | ---- | --- | --- | --- | --- | --- | --- | --- | --- | --- | --- | --- | ---- |
| 9 Crimes                                         | 1492 | 943 | 308 | 288 | 273 | 329 | 534 | 706 | 797 | 857 | 893 | 986 | 1087 |

1. ↑  Een vetgedrukt getal geeft de hoogste notering aan.
2. ↑  2012 was het eerste jaar met een notering voor dit nummer.